# Thüringer Landesregierung
Die Thüringer Landesregierung ist die Regierung des Freistaates Thüringen. Sie besteht aus dem Thüringer Ministerpräsidenten und den Ministern. Der Ministerpräsident wird vom Thüringer Landtag gewählt. Er ernennt und entlässt die Minister und bestellt einen Minister zu seinem Stellvertreter. Zur Führung der Amtsgeschäfte des Ministerpräsidenten und der laufenden Geschäfte der Landesregierung besteht die Thüringer Staatskanzlei als oberste Landesbehörde neben den Ministerien in der Landeshauptstadt Erfurt. Seit dem Dezember 2024 ist Mario Voigt der achte Ministerpräsident des Freistaats Thüringen.

## Geschäftsverteilung der Landesregierung
Mit Wirkung vom 13. Dezember 2024 legte die Landesregierung die Abgrenzung der zehn Geschäftsbereiche fest:
1. Thüringer Ministerpräsident
2. Thüringer Staatskanzlei
3. Thüringer Ministerium für Inneres, Kommunales und Landesentwicklung
4. Thüringer Ministerium für Bildung, Wissenschaft und Kultur
5. Thüringer Ministerium für Justiz, Migration und Verbraucherschutz
6. Thüringer Finanzministerium
7. Thüringer Ministerium für Wirtschaft, Landwirtschaft und Ländlichen Raum
8. Thüringer Ministerium für Soziales, Gesundheit, Arbeit und Familie
9. Thüringer Ministerium für Umwelt, Energie, Naturschutz und Forsten
10. Thüringer Ministerium für Digitales und Infrastruktur

## Landesregierungen seit 1990
Nach der Wiedereinrichtung des Landes (ab 1993: des Freistaates) Thüringen nach der deutschen Wiedervereinigung 1990 war die CDU bis 2019 bei jeder Landtagswahl stärkste Partei in Thüringen und stellte bis 2014 auch den Ministerpräsidenten. Josef Duchač regierte von 1990 bis 1992 in einer Koalition mit der FDP. Ihm folgte noch während der 1. Legislaturperiode des Landtags Bernhard Vogel, der die CDU auch bei den Landtagswahlen 1994 und 1999 als Spitzenkandidat anführte. Nach dem Ausscheiden der FDP aus dem Landtag regierte Vogel ab 1994 in einer Großen Koalition mit der SPD und nach dem Gewinn der absoluten Mehrheit ab 1999 in einer Alleinregierung der CDU.
Im Juni 2003 übergab Vogel das Ministerpräsidentenamt an Dieter Althaus, dem es gelang, die CDU-Alleinregierung trotz Stimmverlusten auch über die Landtagswahl 2004 zu bringen. Nachdem die CDU bei der Landtagswahl 2009 mit Althaus als Spitzenkandidat schwere Verluste erlitt, übernahm Christine Lieberknecht die Bildung der Landesregierung und wurde Ministerpräsidentin einer schwarz-roten Koalition, die nach der Landtagswahl 2014 am 5. Dezember 2014 von einer rot-rot-grünen Koalition unter Ministerpräsident Bodo Ramelow (Die Linke) abgelöst wurde. Mit dem Zusammentritt des Landtags der 7. Wahlperiode am 26. November 2019 endete die Amtszeit der Landesregierung, sie war danach noch bis zum 5. Februar 2020 geschäftsführend im Amt. Am 5. Februar 2020 wurde überraschend Thomas Kemmerich (FDP) zum neuen Ministerpräsidenten gewählt. Kemmerich ernannte keine Minister, trat am 8. Februar 2020 zurück und war noch bis zur Wiederwahl Ramelows am 4. März 2020 geschäftsführend im Amt. Am 12. Dezember 2024 wurde Mario Voigt (CDU) zum Ministerpräsidenten gewählt.
| Nr. | Regierung                                  | Amtszeit  | Ministerpräsident            | Beteiligte Parteien                   |
| --- | ------------------------------------------ | --------- | ---------------------------- | ------------------------------------- |
| 1   | Kabinett Duchač                            | 1990–1992 | Josef Duchač (CDU)           | CDU, FDP                              |
| 2   | Kabinett Vogel I                           | 1992–1994 | Bernhard Vogel (CDU)         | CDU, FDP                              |
| 3   | Kabinett Vogel II                          | 1994–1999 | Bernhard Vogel (CDU)         | CDU, SPD                              |
| 4   | Kabinett Vogel III                         | 1999–2003 | Bernhard Vogel (CDU)         | CDU                                   |
| 5   | Kabinett Althaus I                         | 2003–2004 | Dieter Althaus (CDU)         | CDU                                   |
| 6   | Kabinett Althaus II                        | 2004–2009 | Dieter Althaus (CDU)         | CDU                                   |
| 7   | Kabinett Lieberknecht                      | 2009–2014 | Christine Lieberknecht (CDU) | CDU, SPD                              |
| 8   | Kabinett Ramelow I                         | 2014–2020 | Bodo Ramelow (Die Linke)     | Die Linke, SPD, Bündnis 90/Die Grünen |
| 9   | Ministerpräsident Kemmerich                | 2020      | Thomas Kemmerich (FDP)       | FDP                                   |
| 10  | Kabinett Ramelow II (Minderheitsregierung) | 2020–2024 | Bodo Ramelow (Die Linke)     | Die Linke, SPD, Bündnis 90/Die Grünen |
| 11  | Kabinett Voigt (Minderheitsregierung)      | seit 2024 | Mario Voigt (CDU)            | CDU, BSW, SPD                         |

## Listen der Minister
Die folgenden Listen führen die für einzelne Fachbereiche zuständigen Minister seit 1990 auf:
- Liste der Minister für Arbeit
- Liste der Minister für Bildung
- Liste der Minister für Europa
- Liste der Minister für Finanzen
- Liste der Minister für Infrastruktur
- Liste der Minister für Inneres
- Liste der Minister für Justiz
- Liste der Minister für Landwirtschaft
- Liste der Minister für Soziales
- Liste der Minister für Umwelt
- Liste der Minister für Wirtschaft